# Ромулус (Мічиган)
Ромулус (англ. Romulus) — місто (англ. city) в США, в окрузі Вейн штату Мічиган. Населення — 25 178 осіб (2020).

## Географія
Ромулус розташований за координатами 42°13′25″ пн. ш. 83°21′58″ зх. д. / 42.22361° пн. ш. 83.36611° зх. д. (42.223649, -83.366036).  За даними Бюро перепису населення США в 2010 році місто мало площу 93,12 км², з яких 92,22 км² — суходіл та 0,90 км² — водойми.

## Демографія
Згідно з переписом 2010 року, у місті мешкало 23 989 осіб у 8975 домогосподарствах у складі 6135 родин. Густота населення становила 258 осіб/км².  Було 9946 помешкань (107/км²).
Расовий склад населення:
| - 50,5 % — білих - 43,0 % — чорних або афроамериканців - 1,1 % — азіатів - 0,5 % — корінних американців - 0,1 % — вихідців з тихоокеанських островів |

До двох чи більше рас належало 3,9 %. Частка іспаномовних становила 3,0 % від усіх жителів.
За віковим діапазоном населення розподілялося таким чином: 26,8 % — особи молодші 18 років, 63,4 % — особи у віці 18—64 років, 9,8 % — особи у віці 65 років та старші. Медіана віку мешканця становила 36,2 року. На 100 осіб жіночої статі у місті припадало 93,6 чоловіків;  на 100 жінок у віці від 18 років та старших — 90,8 чоловіків також старших 18 років.
Середній дохід на одне домашнє господарство  становив 50 902 долари США (медіана — 42 681), а середній дохід на одну сім'ю — 56 255 доларів (медіана — 49 338). Медіана доходів становила 42 101 долар для чоловіків та 34 787 доларів для жінок. За межею бідності перебувало 20,5 % осіб, у тому числі 29,5 % дітей у віці до 18 років та 10,9 % осіб у віці 65 років та старших.
Цивільне працевлаштоване населення становило 9513 особи. Основні галузі зайнятості: освіта, охорона здоров'я та соціальна допомога — 21,9 %, виробництво — 17,1 %, транспорт — 12,0 %, роздрібна торгівля — 10,4 %.